# Тайна заброшенного замка
«Та́йна забро́шенного за́мка» — сказочная повесть Александра Волкова, шестая и последняя книга цикла «Волшебник Изумрудного города». В этой книге в Волшебную страну прилетают космические пришельцы. Пришельцы относятся к двум разным расам, причём одна раса (арзаки) находится в рабстве у другой (менвиты). Пришельцы-господа менвиты намерены захватить Землю, однако жители Волшебной страны и их помощники из Большого мира дают им отпор и помогают пришельцам-рабам арзакам в их освободительной борьбе.
«Тайна заброшенного замка» публиковалась в сокращённом виде в казахстанской газете «Дружные ребята» в 1971 и 1976 году. В 1977 году Александр Волков умер после продолжительной болезни, и окончательная версия сказки была опубликована уже после его смерти, в 1982 году, со значительными изменениями в сюжете.
Питер Блайстоун, переводчик всей волковской серии на английский, отмечал, что в «Тайне» происходит очень резкий переход от средневековых технологий и оружия, которое на протяжении предыдущих книг применяли жители Волшебной страны (луки, катапульты, единственная на всю страну пушка), к суперсовременным летательным аппаратам и лучевым пистолетам. Блайстоун писал, что арзаки и менвиты представляют собой две национальности с планеты Рамерия — чувствительные, творческие люди и полностью поработившая их безжалостная «раса господ».

## Сюжет
Проходит два года после победы над колдуньей Арахной. К Земле подлетает космический корабль пришельцев. Пришельцы такие же люди, что и земляне, с той лишь разницей, что живут в три раза дольше, и при этом делятся на господ-менвитов и рабов-арзаков. Рабство поддерживается гипнотическим взглядом менвитов, которым они подавляют волю арзаков. Нынешний Верховный правитель менвитов перенял колдовство гипноза от своих предков и решил обучить этому остальных менвитов, давно положив глаз на талантливых арзаков и посчитав, что «неплохо бы заставить этот талант работать на менвитов». Арзаки, ничего не подозревая, со временем оказались в подчинении у своих соседей. Тем не менее, у них есть тайный вождь, Ильсор, который единственный смог устоять перед гипнозом и лишь притворяется покорным. Будучи самым приближённым слугой вышестоящих менвитов, он может подслушивать их разговоры и даже иногда, незаметно для них самих, влиять на их решения и действия. Менвиты намерены колонизировать Землю, рассчитывая, что она или необитаема, или её население находится на низкой стадии развития и, подобно арзакам, будет быстро покорено. Рассмотрев Землю с орбиты, они приходят к неприятному выводу, что на планете живёт не просто достаточно развитая, но и весьма воинственная цивилизация. Их замечает Урфин Джюс с помощью телескопа, который подарили ему мастера Фиолетовой страны, но из-за маскировки корабль выглядит как странное облако. Поискав безопасное место для посадки, Пришельцы приземляются около гигантского заброшенного замка Гуррикапа, создателя Волшебной страны, и устраивают там свой лагерь. Они не знают, что приземлились в Волшебной стране.
Обитатели местности, в которой обосновываются пришельцы, вначале принимают их за соотечественников Элли Смит из Канзаса, но, увидев их космический корабль и лучевое оружие, понимают, что это неверная догадка. Новости о пришельцах доходят до Изумрудного города, и штаб Страшилы Мудрого решает установить за ними слежку. Кагги-Карр предлагает отправить на разведку гномов: они незаметные и наблюдательные создания. Тилли-Вилли, огромный Железный Рыцарь, отправляется в дорогу, чтобы быстро добраться до гномов, попросить их о помощи и затем отнести их к замку Гуррикапа.
Менвиты похищают ткача Ментахо и его жену Эльвину для изучения нравов землян. К тому же, они оставляют в их домике «говорильную машину», и проницательный ткач соображает, что из него хотят сделать ещё и переводчика. Впоследствии Ментахо, заручившись помощью Ильсора, время от времени встречается с гномами, которые становятся источником связи между ним и Страшилой Мудрым. Таким образом, Ментахо сообщает пришельцам множество ложных сведений об устройстве Волшебной страны и военном могуществе её жителей.
Фарамант снова летит на драконе Ойххо в Большой мир и зовёт на помощь Энни и Тима. Они прибывают из Канзаса в сопровождении Альфреда Каннинга, старшего троюродного брата Энни, ставшего к этому времени талантливым студентом-инженером. Вместе со Страшилой и его друзьями они придумывают разные способы помешать пришельцам. Им удаётся привести менвитов в изумление и растерянность несколькими способами, несмотря на то, что Энни на какое-то время похищают (её выручает Тим с серебряным обручем). В конце концов, друзьям приходит в голову направить в колодец на территории лагеря пришельцев Усыпительную воду. Тем временем менвиты, соблазнившись изумрудами, сверкающими на башнях Изумрудного города, решают его разграбить и разрушить. Они нападают на город на вертолётах, но их эскадрилья терпит сокрушительное поражение от гигантских орлов под предводительством Карфакса, поднявшихся на защиту города. Арзаки же выясняют, что изумруды защищают их от гипнотического взгляда менвитов.
Подземным рудокопам удаётся пустить в колодец пришельцев Усыпительную воду, и арзаки подливают её в еду и напитки менвитов. Заснувших менвитов арзаки немедленно помещают в анабиозные камеры на космическом корабле. Единственный оставленный в сознании менвит, штурман корабля Кау-Рук, который с самого начала отличался от других менвитов в лучшую сторону, соглашается союзничать с арзаками и по указанию Ильсора посылает на родную планету сообщение о том, что Земля непригодна для жизни. После этого пришельцы улетают домой, а следом за ними к себе в Канзас навсегда улетают Энни, Тим и Альфред. Заканчивается всё словами о том, что гости из Большого мира часто видят Волшебную страну и её жителей во снах, наяву обращают свой взор в сторону Кругосветных гор, а вечерами иногда выходят на улицу и смотрят в небо — туда, где далеко-далеко живут «люди с небесными лицами, ставшие им такими близкими»…

## История публикаций
Сюжет Александр Волков задумал в 1968 году. Вначале он планировал написать историю про вредоносных похитителей детей, поселившихся в замке Гуррикапа. Замок должен был называться Альмансия, по названию иорданской деревни, которое Волков услышал по радио. Затем у автора появилась мысль написать книгу о космических завоевателях — альмансорах с планеты Альманса, которые прибывают на Землю для разведки и приземляются в Волшебной стране. На тот момент в СССР была популярна тема космоса, поэтому Волков часто получал от детей-читателей письма и просьбы написать книгу с «космическим сюжетом».
Волков написал первую версию сказки в июле-августе 1969 года за 22 дня, но затем долго дорабатывал её.
В 1971 году несколько глав из будущей сказки были опубликованы в казахстанской газете «Дружные ребята» под заглавием «Вторжение клювоносых». В этих главах на Землю прилетают менвиты — клювоносые и круглоглазые пришельцы-захватчики. Они устраивают налёт на Изумрудный город, но Страшила, заранее узнав об их планах, обращается за помощью к Летучим обезьянам. В воздушном бою отряд Обезьян уничтожает большую часть вертолётной эскадрильи менвитов. На этом газетные главы заканчиваются.
В 1976 году в той же газете была опубликована сильно сокращённая версия «Тайны заброшенного замка». В этой версии инопланетные захватчики делятся на две расы, менвитов и арзаков; клювы у менвитов отсутствуют, как и гипнотический взгляд, а арзаки имеют фиолетовую кожу. Космический корабль, приземлившийся в Волшебной стране — разведывательный, но за ним следует целый завоевательный флот. В финале истории арзаки усыпляют всех без исключения менвитов, а Ильсор, выкрав шифровальные коды менвитского командования, посылает на родную планету ряд подложных сообщений о редкостном коварстве, несокрушимой мощи и чудовищном оружии землян. Испугавшись, военный министр менвитов отменяет вторжение на Землю. Предотвратив таким образом захват Земли, арзаки отправляются домой.
Волков умер в 1977 году, за пять лет до того, как сказка была издана отдельной книгой. Доподлинно известно, что на момент смерти Волков не успел закончить финальную версию текста и, по словам Леонида Владимирского, текст дорабатывался другим автором. Сравнение версий 1976 и 1982 годов показывает, что в процессе доработки книги из сюжета исчезло несколько глав, также было исключено 7 новых персонажей, роли оставшихся героев были частично перераспределены, и кроме того, внесено множество более мелких правок. При этом в книге присутствуют заметные нестыковки с предыдущими частями в плане сюжетных ходов и географии Волшебной страны, что намекает на то, что роль доработчика при написании повести была существенно больше, чем об этом упоминал Владимирский.

## Продолжения цикла об Изумрудном городе

### Продолжение Юрия Кузнецова
Существуют продолжения книги — четыре повести Юрия Кузнецова, в которых сын Элли Смит попадает на планету пришельцев: «Изумрудный дождь», «Жемчужина Халиотиса», «Привидения из элминга» и «Пленники кораллового рифа».

### Другие продолжения
Помимо серии книг Юрия Кузнецова существует ряд продолжений сказочного цикла Волкова, написанных другими авторами:
- сказка-кроссовер «Буратино в Изумрудном городе» (автор Леонид Владимирский).
- серия фэнтези-повестей «Миры Изумрудного города» (Сергей Сухинов).
- сказка «Лазурная фея Волшебной страны» (Алексей Шпагин, стилизация под авторский слог А. Волкова).

## Переводы
- Украинский:
  - Олександр Волков. Жовтий туман; Таємниця покинутого замку / Переклад українською: Михайло Зяблюк; малюнки: Олександр Коваль. — Київ: Веселка, 1995. — ISBN 5-301-01657-1.
  - Олександр Волков. Таємниця покинутого замку / Переклад українською: Михайло Зяблюк; малюнки: Лєанід Владімірскій. — Київ: Школа, 2002. — 192 с. — (Золота бібліотека). — ISBN 966-661-098-1.
  - Олександр Волков. Таємниця покинутого замку / Переклад українською: Михайло Зяблюк; малюнки: Олена Борисова. — Київ: Махаон-Україна / Рідна мова, 2011. — 256 с. — ISBN 9786175263389.
  - Олександр Волков. Таємниця покинутого замку / Переклад українською: Наталя Сидорова; художник: Ангеліна Канкава. — Харків: Школа, 2017. — 224 с. — (Дитячий бестселер). — ISBN 978-966-429-399-7.
- Немецкий: Alexander Wolkow. Das Geheimnis des verlassenen Schlosses / Übersetzung von Thea-Marianne Bobrowski. — Moskau: Raduga-Verlag, 1984.
- Литовский:
  - Aleksandras Volkovas. Apleistos pilies paslaptis / Vertėjas: Henrikas Bakanas. — Vilnius: Vyturys, 1987. — 178 с.
  - Aleksandras Volkovas. Apleistos pilies paslaptis / Vertėjas: Henrikas Bakanas. — Žara, 2011. — 176 с. — ISBN 9789986342526.
- Английский: Alexander Volkov. Tales of Magic Land III: The Yellow Fog and The Mystery of the Deserted Castle / translated by Peter L. Blystone. — Red Branch Press, 2009. — 408 с. — ISBN 978-0615174594.